# Dubbo
Dubbo (play âm / dʌboʊ /) là một thành phố thuộc khu vực Orana của bang New South Wales, Australia. Đây là trung tâm có dân số lớn nhất trong khu vực Orana, với 38.392 dân tại thời điểm điều tra năm 2018.. Dubbo nằm ở độ cao 275 m (902 ft) so với mực nước biển. Dubbo được coi là đường giao nhau của các thành phố khác thuộc bang New South Wales.

## Địa lý
Sông Macquarie và sông Troy chảy qua Dubbo. Thành phố nằm trong vùng chuyển tiếp giữa dãy núi Great Dividing ở phía đông và vùng đồng bằng lưu vực Darling ở phía tây.

### Khí hậu
Theo phân loại khí hậu Köppen, Dubbo có khí hậu cận nhiệt đới ẩm (Cfa), trên ranh giới với khí hậu bán khô hạn (BSk). Mùa hè ấm nóng trong khi mùa đông mát lạnh, đôi khi xuất hiện sương giá vào sáng sớm nhưng nhìn chung không có tuyết rơi - không giống như thành phố Orange gần đó. Lần cuối cùng có tuyết ở Dubbo đã được ghi nhận vào tháng 7 năm 1951 và 1920.
| Dữ liệu khí hậu của Dubbo                 | Dữ liệu khí hậu của Dubbo | Dữ liệu khí hậu của Dubbo | Dữ liệu khí hậu của Dubbo | Dữ liệu khí hậu của Dubbo | Dữ liệu khí hậu của Dubbo | Dữ liệu khí hậu của Dubbo | Dữ liệu khí hậu của Dubbo | Dữ liệu khí hậu của Dubbo | Dữ liệu khí hậu của Dubbo | Dữ liệu khí hậu của Dubbo | Dữ liệu khí hậu của Dubbo | Dữ liệu khí hậu của Dubbo | Dữ liệu khí hậu của Dubbo |
| Tháng                                     | 1                         | 2                         | 3                         | 4                         | 5                         | 6                         | 7                         | 8                         | 9                         | 10                        | 11                        | 12                        | Năm                       |
| ----------------------------------------- | ------------------------- | ------------------------- | ------------------------- | ------------------------- | ------------------------- | ------------------------- | ------------------------- | ------------------------- | ------------------------- | ------------------------- | ------------------------- | ------------------------- | ------------------------- |
| Cao kỉ lục °C (°F)                        | 45.2 (113.4)              | 46.1 (115.0)              | 40.3 (104.5)              | 36.1 (97.0)               | 32.7 (90.9)               | 26.1 (79.0)               | 23.3 (73.9)               | 30.6 (87.1)               | 34.4 (93.9)               | 40.6 (105.1)              | 43.4 (110.1)              | 44.9 (112.8)              | 46.1 (115.0)              |
| Trung bình ngày tối đa °C (°F)            | 33.5 (92.3)               | 32.2 (90.0)               | 29.1 (84.4)               | 25.0 (77.0)               | 20.1 (68.2)               | 16.4 (61.5)               | 15.6 (60.1)               | 17.6 (63.7)               | 21.4 (70.5)               | 25.2 (77.4)               | 28.8 (83.8)               | 31.6 (88.9)               | 24.7 (76.5)               |
| Trung bình ngày °C (°F)                   | 25.4 (77.7)               | 24.8 (76.6)               | 22.2 (72.0)               | 17.7 (63.9)               | 13.2 (55.8)               | 10.0 (50.0)               | 8.9 (48.0)                | 10.4 (50.7)               | 13.4 (56.1)               | 17.3 (63.1)               | 21.1 (70.0)               | 24.0 (75.2)               | 17.4 (63.3)               |
| Tối thiểu trung bình ngày °C (°F)         | 18.4 (65.1)               | 17.7 (63.9)               | 14.8 (58.6)               | 10.4 (50.7)               | 6.5 (43.7)                | 4.4 (39.9)                | 3.0 (37.4)                | 3.1 (37.6)                | 6.0 (42.8)                | 9.5 (49.1)                | 13.5 (56.3)               | 16.0 (60.8)               | 10.3 (50.5)               |
| Thấp kỉ lục °C (°F)                       | 5.8 (42.4)                | 6.3 (43.3)                | 3.7 (38.7)                | −2.2 (28.0)               | −4.0 (24.8)               | −5.6 (21.9)               | −6.7 (19.9)               | −5.2 (22.6)               | −4.2 (24.4)               | −0.4 (31.3)               | 1.4 (34.5)                | 3.3 (37.9)                | −6.7 (19.9)               |
| Lượng mưa trung bình mm (inches)          | 56.9 (2.24)               | 40.5 (1.59)               | 60.0 (2.36)               | 31.4 (1.24)               | 39.2 (1.54)               | 48.9 (1.93)               | 39.9 (1.57)               | 34.1 (1.34)               | 41.5 (1.63)               | 45.6 (1.80)               | 59.0 (2.32)               | 58.9 (2.32)               | 555.9 (21.88)             |
| Số ngày mưa trung bình (≥ 0.2mm)          | 5.9                       | 5.4                       | 5.1                       | 4.7                       | 6.1                       | 8.1                       | 7.9                       | 7.4                       | 6.7                       | 6.8                       | 6.1                       | 5.8                       | 76                        |
| Độ ẩm tương đối trung bình buổi chiều (%) | 37                        | 39                        | 40                        | 44                        | 53                        | 58                        | 57                        | 51                        | 45                        | 39                        | 36                        | 33                        | 44                        |
| Nguồn 1:                                  |                           |                           |                           |                           |                           |                           |                           |                           |                           |                           |                           |                           |                           |
| Nguồn 2:                                  |                           |                           |                           |                           |                           |                           |                           |                           |                           |                           |                           |                           |                           |